# Sir James Smith Islands
Die Sir James Smith Islands, auch Sir James Smith Group genannt, befinden sich vor der Küste von Queensland, Australien, unweit von Mackay. Die Inselgruppe wurde von James Cook entdeckt und im Jahre 1820 von Lieutenant P. P. King auf seiner zweiten Fahrt mit der HMS Mermaid in das Gebiet der Cumberland Islands erkundet und benannt. 
Namensgebend für die Inselgruppe war Sir James Edward Smith (1759–1828), ein Botaniker und zu jener Zeit Präsident der Linnean Society in London. King benannte nur die Inselgruppe und erst Commander E. P. Bedwell vergab in der Zeit von 1878/1879 die Inselnamen: Anchorsmith, Anvil, Bellows, Blacksmith, Bullion, Cash (heute Farrier), Forge, Goldsmith, Hammer, Ingot, Silversmith, Specie und Tinsmith. 
Lieutenant Commander H. T. Bennett von der HMS Geranium, der 1925/1926 das Inselgebiet befuhr, gab einer Felseninsel später der Namen Coopersmith, weil er feststellte, dass sie nicht zur Silversmith Island gehörte, sondern eine eigenständige Insel bildete.